# Sovrani di Castiglia
Questo è un elenco dei sovrani del Regno di Castiglia e del Regno di Castiglia e León.

## Conti di Castiglia (dall'850 al 1038)
- Rodrigo - c. 850 - 873
- Diego Rodriguez Porcelos - 873 - c. 885
- Nuño Muñoz - c. 899 - c.901, signore di Amaya e Castrojeriz.
- Gonzalo Téllez - c.901 - c.904, conte di Cerezo e Lantarón.
- Nuño Muñoz (2ª) - c. 904 - c. 909, signore di Amaya e Castrojeriz.
- Gonzalo Fernández - c.909 - 914, signore di Lara, conte di Burgos.
- Nuño Nuñez - c. 914 - c.915
- Gonzalo Fernández (2ª) - c.915 - 916, signore di Lara, conte di Burgos.
- Fernajndo Ansurez - 916 - c. 920
- Nuño Fernández - 920 - 926
- Fernando Ansurez (2ª) - 926 - c. 929
- Gutier Nuñez - c.929 - 931

### Casato dei Lara (931-1032)
- Gonzalo Fernández (3ª) - c.931 - 932, signore di Lara, conte di Burgos.
- Ferdinando Gonzalez - 932 - 944
- Ansur Fernández - 944 - 945
- Ferdinando Gonzalez - 945 - 970
- García Fernandez - 970-995
- Sancho Garces - 995-1017
- Garcia Sanchez 1017-1029
- Munia - 1029-1032, moglie di Sancho III di Navarra

### Casato di Jimenez (1032-1126)
- Sancho III di Navarra - 1032-1035
- Ferdinando I il Grande, 1035-1038

## Re di Castiglia (dal 1038 al 1230)
Nota: la numerazione dei re di Castiglia prosegue quella dei Sovrani delle Asturie e dei Re di León.

### Dinastia Jiménez di Navarra (1032-1126)
| Nome                   | Ritratto | Data di nascita | Regno            | Regno            | Matrimoni Discendenza | Note |
| Nome                   | Ritratto | Data di nascita | Inizio           | Fine             | Matrimoni Discendenza | Note |
| ---------------------- | -------- | --------------- | ---------------- | ---------------- | --- | --- |
| Ferdinando I il Grande |          | 1016 ca.        | 1038             | 27 dicembre 1065 | Regina Sancha I di León tre figli e due figlie | Figlio del re Sancho III Garcés di Navarra e di Munia di Castiglia; fu anche re di León                                 |
| Sancio II il Forte     |          | 1036 ca.        | 27 dicembre 1065 | 7 ottobre 1072   | Alberta nessun figlio | Figlio maschio primogenito di Ferdinando I; fu anche re di Galizia (1071-1072) e di León (nel 1072)                     |
| Alfonso VI il Valoroso |          | 1040 ca.        | 7 ottobre 1072   | 1º luglio 1109   | (1) Agnese d'Aquitania nessun figlio (2) Costanza di Borgogna una figlia sopravvissuta (3) Berta nessun figlio (4) Isabella di Siviglia un figlio e due figlie (5) Beatrice d'Aquitania nessun figlio | Figlio maschio secondogenito di Ferdinando I; fu anche re di León (1065-1109, brevemente deposto nel 1072) e di Galizia |
| Urraca                 |          | 1080 ca.        | 1º luglio 1109   | 8 marzo 1126     | (1) Raimondo di Borgogna un figlio e una figlia (2) Re Alfonso I di Aragona nessun figlio | Figlia di Alfonso VI e Costanza; anche regina di León e di Galizia                                                      |

### Casa di Borgogna e Ivrea  (1126-1369)
Anscarici (1126-1230)
| Nome                     | Ritratto | Data di nascita     | Regno          | Regno                        | Matrimoni Discendenza                                                                                 | Note                                                                                                  |
| Nome                     | Ritratto | Data di nascita     | Inizio         | Fine                         | Matrimoni Discendenza                                                                                 | Note                                                                                                  |
| ------------------------ | -------- | ------------------- | -------------- | ---------------------------- | --- | --- |
| Alfonso VII l'Imperatore |          | 1º marzo 1105       | 8 marzo 1126   | 21 agosto 1157               | (1) Berengaria di Barcellona cinque figli e due figlie (2) Richenza di Polonia un figlio e una figlia | Figlio di Urraca; fu anche re di León e di Galizia                                                    |
| Sancio III il Desiderato |          | 1134 ca.            | 21 agosto 1157 | 31 agosto 1158               | Bianca di Navarra due figli                                                                           | Primogenito di Alfonso VII e Berengaria                                                               |
| Alfonso VIII il Nobile   |          | 11 novembre 1155    | 31 agosto 1158 | 5 ottobre 1214               | Eleonora d'Inghilterra quattro figli e sette figlie                                                   | Figlio di Sancho III                                                                                  |
| Enrico I                 |          | 14 aprile 1204      | 5 ottobre 1214 | 6 giugno 1217                | - | Ultimogenito di Alfonso VIII                                                                          |
| Berengaria               |          | primo semestre 1180 | 6 giugno 1217  | 31 agosto 1217 (abdicazione) | (1) Corrado II di Svevia nessun figlio (2) Re Alfonso IX di León due figli e tre figlie               | Primogenita di Alfonso VIII; lasciò il trono al figlio, di cui fu consigliera; morì l'8 novembre 1246 |
| Ferdinando III il Santo  |          | 5 agosto 1201       | 31 agosto 1217 | fine 1230                    | (1) Beatrice di Svevia sette figli e tre figlie (2) Giovanna di Dammartin quattro figli e una figlia  | Figlio di Berengaria e di Alfonso IX                                                                  |

## Re di Castiglia e León (dal 1230 al 1556)

### Casa di Borgogna e Ivrea (1126-1369)
| Nome                      | Ritratto | Data di nascita  | Regno            | Regno            | Matrimoni Discendenza                                                                                            | Note |
| Nome                      | Ritratto | Data di nascita  | Inizio           | Fine             | Matrimoni Discendenza                                                                                            | Note |
| ------------------------- | -------- | ---------------- | ---------------- | ---------------- | --- | --- |
| Ferdinando III il Santo   |          | 5 agosto 1201    | fine 1230        | 30 maggio 1252   | (1) Beatrice di Svevia sette figli e tre figlie (2) Giovanna di Dammartin quattro figli e una figlia             | |
| Alfonso X il Saggio       |          | 23 novembre 1221 | 30 maggio 1252   | 4 aprile 1284    | Violante d'Aragona cinque figli e sei figlie                                                                     | Primogenito di Ferdinando III e Beatrice                                                                     |
| Sancio IV l'Ardito        |          | 12 maggio 1258   | 4 aprile 1284    | 25 aprile 1295   | Maria di Molina cinque figli e due figlie                                                                        | Figlio di Alfonso X                                                                                          |
| Ferdinando IV il Chiamato |          | 6 dicembre 1285  | 25 aprile 1295   | 7 settembre 1312 | Costanza del Portogallo un figlio e due figlie                                                                   | Figlio di Sancho IV; fino al 1302 fu sotto la tutela di sua madre e di Enrico di Castiglia                   |
| Alfonso XI il Giustiziere |          | 13 agosto 1311   | 7 settembre 1312 | 26 marzo 1350    | (1) Costanza Manuel nessun figlio (annullato) (2) Maria del Portogallo due figli                                 | Figlio di Ferdinando IV; fu sotto la tutela prima di sua nonna e poi di Filippo di Castiglia, fino a 14 anni |
| Pietro I il Crudele       |          | 30 agosto 1334   | 26 marzo 1350    | 22 marzo 1369    | (1) Bianca di Borbone nessun figlio (2) Maria di Padilla un figlio e tre figlie (3) Giovanna de Castro un figlio | Figlio di Alfonso XI; fu ucciso dal fratellastro Enrico, che gli successe sul trono                          |

### Casata dei Trastámara (1369-1516)
| Nome                      | Ritratto | Data di nascita | Regno            | Regno            | Matrimoni Discendenza                                                                                | Note |
| Nome                      | Ritratto | Data di nascita | Inizio           | Fine             | Matrimoni Discendenza                                                                                | Note |
| ------------------------- | -------- | --------------- | ---------------- | ---------------- | --- | --- |
| Enrico II il Bastardo     |          | 13 gennaio 1332 | 22 marzo 1369    | 29 maggio 1379   | Giovanna Manuele un figlio e due figlie                                                              | Figlio illegittimo di Alfonso XI; il padre gli concesse il titolo di conte di Trastámara; si ribellò al fratellastro e lo uccise, prendendone il posto sul trono |
| Giovanni I                |          | 24 agosto 1358  | 29 maggio 1379   | 9 ottobre 1390   | (1) Eleonora d'Aragona e Sicilia due figli e una figlia (2) Regina Beatrice del Portogallo un figlio | Figlio di Enrico II |
| Enrico III l'Infermo      |          | 4 ottobre 1379  | 9 ottobre 1390   | 25 dicembre 1406 | Caterina di Lancaster un figlio e due figlie                                                         | Figlio di Giovanni I ed Eleonora |
| Giovanni II               |          | 6 marzo 1405    | 25 dicembre 1406 | 20 luglio 1454   | (1) Maria di Trastámara un figlio e tre figlie (2) Isabella d'Aviz un figlio e una figlia            | Figlio di Enrico III |
| Enrico IV l'Impotente     |          | 25 gennaio 1425 | 20 luglio 1454   | 11 dicembre 1474 | (1) Bianca di Trastámara nessun figlio (2) Giovanna d'Aviz una figlia                                | Figlio di Giovanni II e Maria |
| Isabella I la Cattolica   |          | 22 aprile 1451  | 11 dicembre 1474 | 26 novembre 1504 | Re Ferdinando II d'Aragona un figlio e quattro figlie                                                | Figlia di Giovanni II e Isabella; dal 1474 al 1479 contese il trono a Giovanna la Beltraneja, figlia di Enrico IV                                                |
| Ferdinando V il Cattolico |          | 10 marzo 1452   | 15 gennaio 1475  | 26 novembre 1504 | (1) Regina Isabella di Castiglia un figlio e quattro figlie (2) Germana de Foix un figlio            | Bis-nipote di Giovanni I; Re consorte; Re d'Aragona come Ferdinando II; Re di Napoli e Sicilia; morì il 23 gennaio 1516                                          |
| Giovanna la Pazza         |          | 6 novembre 1479 | 26 novembre 1504 | 12 aprile 1555   | Filippo il Bello due figli e quattro figlie                                                          | Figlia di Isabella e Ferdinando; il suo regno fu solo nominale                                                                                                   |

Durante il regno di Giovanna, esercitarono la reggenza:
- Filippo I di Castiglia: 1506
- Francisco Jiménez de Cisneros, arcivescovo di Toledo: 1506
- Ferdinando II d'Aragona: 1506-1516
- Francisco Jiménez de Cisneros, arcivescovo di Toledo: 1516-1517

### Casata degli Asburgo (1516-1556)
| Nome               | Ritratto | Data di nascita  | Regno          | Regno                         | Matrimoni Discendenza                        | Note |
| Nome               | Ritratto | Data di nascita  | Inizio         | Fine                          | Matrimoni Discendenza                        | Note |
| ------------------ | -------- | ---------------- | -------------- | ----------------------------- | -------------------------------------------- | --- |
| Filippo I il Bello |          | 22 luglio 1478   | 28 giugno 1506 | 25 settembre 1506             | Giovanna la Pazza due figli e quattro figlie | Figlio dell'Imperatore Massimiliano I; Re consorte; Duca di Borgogna (1482-1506)                            |
| Carlo I            |          | 24 febbraio 1500 | 14 marzo 1516  | 16 gennaio 1556 (abdicazione) | Isabella d'Aviz tre figli e due figlie       | Figlio di Filippo I e Giovanna; Imperatore come Carlo V; co-regnante di Giovanna; morì il 21 settembre 1558 |

La Corona di Castiglia come entità amministrativa separata sopravvisse fino alla guerra di successione spagnola e ai Decreti di Nueva Planta del re Filippo V nel 1716. Tuttavia, a partire dal figlio e successore di Carlo, Filippo II, che riunì nelle sue mani tutti gli antichi regni spagnoli (Castiglia, León, Navarra, Aragona, Valencia, Maiorca, Granada e Portogallo), i sovrani cominciarono a far sempre più uso del titolo di Re di Spagna, e come tali sono ricordati.

## Linea di successione dei re di Castiglia e di Léon
|                          |                        |                        |                        |                        |                        |                       |                       |                       |                       |                       |                       | FERDINANDO I *1016 †1065                             |                                                   |                                                   |                                                   |                                                   |                                                   |                                    |                                    |                                    |                                    |                                    |                                    |  |  |  |  |  |  |  |  |  |  |  |  |
|                          |                        |                        |                        |                        |                        |                       |                       |                       |                       |                       |                       |                                                      |                                                   |                                                   |                                                   |                                                   |                                                   |                                    |                                    |                                    |                                    |                                    |                                    |  |  |  |  |  |  |  |  |  |  |  |  |
|                          |                        |                        |                        |                        |                        |                       |                       |                       |                       |                       |                       |                                                      |                                                   |                                                   |                                                   |                                                   |                                                   |                                    |                                    |                                    |                                    |                                    |                                    |  |  |  |  |  |  |  |  |  |  |  |  |
|                          |                        |                        |                        |                        |                        | SANCIO II *1036 †1072 | SANCIO II *1036 †1072 | SANCIO II *1036 †1072 | SANCIO II *1036 †1072 | SANCIO II *1036 †1072 | SANCIO II *1036 †1072 | ALFONSO VI *c.1040 †1109                             | ALFONSO VI *c.1040 †1109                          | ALFONSO VI *c.1040 †1109                          | ALFONSO VI *c.1040 †1109                          | ALFONSO VI *c.1040 †1109                          | ALFONSO VI *c.1040 †1109                          |                                    |                                    |                                    |                                    |                                    |                                    |  |  |  |  |  |  |  |  |  |  |  |  |
|                          |                        |                        |                        |                        |                        | SANCIO II *1036 †1072 | SANCIO II *1036 †1072 | SANCIO II *1036 †1072 | SANCIO II *1036 †1072 | SANCIO II *1036 †1072 | SANCIO II *1036 †1072 | ALFONSO VI *c.1040 †1109                             | ALFONSO VI *c.1040 †1109                          | ALFONSO VI *c.1040 †1109                          | ALFONSO VI *c.1040 †1109                          | ALFONSO VI *c.1040 †1109                          | ALFONSO VI *c.1040 †1109                          |                                    |                                    |                                    |                                    |                                    |                                    |  |  |  |  |  |  |  |  |  |  |  |  |
|                          |                        |                        |                        |                        |                        |                       |                       |                       |                       |                       |                       | URRACA *1080 †1126 Raimondo di Borgogna              |                                                   |                                                   |                                                   |                                                   |                                                   |                                    |                                    |                                    |                                    |                                    |                                    |  |  |  |  |  |  |  |  |  |  |  |  |
|                          |                        |                        |                        |                        |                        |                       |                       |                       |                       |                       |                       |                                                      |                                                   |                                                   |                                                   |                                                   |                                                   |                                    |                                    |                                    |                                    |                                    |                                    |  |  |  |  |  |  |  |  |  |  |  |  |
|                          |                        |                        |                        |                        |                        |                       |                       |                       |                       |                       |                       | ALFONSO VII *1105 †1157                              |                                                   |                                                   |                                                   |                                                   |                                                   |                                    |                                    |                                    |                                    |                                    |                                    |  |  |  |  |  |  |  |  |  |  |  |  |
|                          |                        |                        |                        |                        |                        |                       |                       |                       |                       |                       |                       |                                                      |                                                   |                                                   |                                                   |                                                   |                                                   |                                    |                                    |                                    |                                    |                                    |                                    |  |  |  |  |  |  |  |  |  |  |  |  |
|                          |                        |                        |                        |                        |                        |                       |                       |                       |                       |                       |                       |                                                      |                                                   |                                                   |                                                   |                                                   |                                                   |                                    |                                    |                                    |                                    |                                    |                                    |  |  |  |  |  |  |  |  |  |  |  |  |
| SANCIO III *1134 †1158   | SANCIO III *1134 †1158 | SANCIO III *1134 †1158 | SANCIO III *1134 †1158 | SANCIO III *1134 †1158 | SANCIO III *1134 †1158 |                       |                       |                       |                       |                       |                       | FERDINANDO II *1137 †1188                            | FERDINANDO II *1137 †1188                         | FERDINANDO II *1137 †1188                         | FERDINANDO II *1137 †1188                         | FERDINANDO II *1137 †1188                         | FERDINANDO II *1137 †1188                         |                                    |                                    |                                    |                                    |                                    |                                    |  |  |  |  |  |  |  |  |  |  |  |  |
| SANCIO III *1134 †1158   | SANCIO III *1134 †1158 | SANCIO III *1134 †1158 | SANCIO III *1134 †1158 | SANCIO III *1134 †1158 | SANCIO III *1134 †1158 |                       |                       |                       |                       |                       |                       | FERDINANDO II *1137 †1188                            | FERDINANDO II *1137 †1188                         | FERDINANDO II *1137 †1188                         | FERDINANDO II *1137 †1188                         | FERDINANDO II *1137 †1188                         | FERDINANDO II *1137 †1188                         |                                    |                                    |                                    |                                    |                                    |                                    |  |  |  |  |  |  |  |  |  |  |  |  |
| ALFONSO VIII *1155 †1214 |                        |                        |                        |                        |                        |                       |                       |                       |                       |                       |                       |                                                      |                                                   |                                                   |                                                   |                                                   |                                                   |                                    |                                    |                                    |                                    |                                    |                                    |  |  |  |  |  |  |  |  |  |  |  |  |
|                          |                        |                        |                        |                        |                        |                       |                       |                       |                       |                       |                       |                                                      |                                                   |                                                   |                                                   |                                                   |                                                   |                                    |                                    |                                    |                                    |                                    |                                    |  |  |  |  |  |  |  |  |  |  |  |  |
|                          |                        |                        |                        |                        |                        |                       |                       |                       |                       |                       |                       |                                                      |                                                   |                                                   |                                                   |                                                   |                                                   |                                    |                                    |                                    |                                    |                                    |                                    |  |  |  |  |  |  |  |  |  |  |  |  |
| BERENGUELA *1180 †1246   | BERENGUELA *1180 †1246 | BERENGUELA *1180 †1246 | BERENGUELA *1180 †1246 | BERENGUELA *1180 †1246 | BERENGUELA *1180 †1246 | ENRICO I *1204 †1217  | ENRICO I *1204 †1217  | ENRICO I *1204 †1217  | ENRICO I *1204 †1217  | ENRICO I *1204 †1217  | ENRICO I *1204 †1217  | ALFONSO IX *1171 †1230                               | ALFONSO IX *1171 †1230                            | ALFONSO IX *1171 †1230                            | ALFONSO IX *1171 †1230                            | ALFONSO IX *1171 †1230                            | ALFONSO IX *1171 †1230                            |                                    |                                    |                                    |                                    |                                    |                                    |  |  |  |  |  |  |  |  |  |  |  |  |
| BERENGUELA *1180 †1246   | BERENGUELA *1180 †1246 | BERENGUELA *1180 †1246 | BERENGUELA *1180 †1246 | BERENGUELA *1180 †1246 | BERENGUELA *1180 †1246 | ENRICO I *1204 †1217  | ENRICO I *1204 †1217  | ENRICO I *1204 †1217  | ENRICO I *1204 †1217  | ENRICO I *1204 †1217  | ENRICO I *1204 †1217  | ALFONSO IX *1171 †1230                               | ALFONSO IX *1171 †1230                            | ALFONSO IX *1171 †1230                            | ALFONSO IX *1171 †1230                            | ALFONSO IX *1171 †1230                            | ALFONSO IX *1171 †1230                            |                                    |                                    |                                    |                                    |                                    |                                    |  |  |  |  |  |  |  |  |  |  |  |  |
|                          |                        |                        |                        |                        |                        |                       |                       |                       |                       |                       |                       |                                                      |                                                   |                                                   |                                                   |                                                   |                                                   |                                    |                                    |                                    |                                    |                                    |                                    |  |  |  |  |  |  |  |  |  |  |  |  |
|                          |                        |                        |                        |                        |                        |                       |                       |                       |                       |                       |                       | FERDINANDO III *1201 †1252                           |                                                   |                                                   |                                                   |                                                   |                                                   |                                    |                                    |                                    |                                    |                                    |                                    |  |  |  |  |  |  |  |  |  |  |  |  |
|                          |                        |                        |                        |                        |                        |                       |                       |                       |                       |                       |                       |                                                      |                                                   |                                                   |                                                   |                                                   |                                                   |                                    |                                    |                                    |                                    |                                    |                                    |  |  |  |  |  |  |  |  |  |  |  |  |
|                          |                        |                        |                        |                        |                        |                       |                       |                       |                       |                       |                       | ALFONSO X *1221 †1284                                |                                                   |                                                   |                                                   |                                                   |                                                   |                                    |                                    |                                    |                                    |                                    |                                    |  |  |  |  |  |  |  |  |  |  |  |  |
|                          |                        |                        |                        |                        |                        |                       |                       |                       |                       |                       |                       |                                                      |                                                   |                                                   |                                                   |                                                   |                                                   |                                    |                                    |                                    |                                    |                                    |                                    |  |  |  |  |  |  |  |  |  |  |  |  |
|                          |                        |                        |                        |                        |                        |                       |                       |                       |                       |                       |                       | SANCIO IV *1258 †1295                                |                                                   |                                                   |                                                   |                                                   |                                                   |                                    |                                    |                                    |                                    |                                    |                                    |  |  |  |  |  |  |  |  |  |  |  |  |
|                          |                        |                        |                        |                        |                        |                       |                       |                       |                       |                       |                       |                                                      |                                                   |                                                   |                                                   |                                                   |                                                   |                                    |                                    |                                    |                                    |                                    |                                    |  |  |  |  |  |  |  |  |  |  |  |  |
|                          |                        |                        |                        |                        |                        |                       |                       |                       |                       |                       |                       | FERDINANDO IV *1285 †1312                            |                                                   |                                                   |                                                   |                                                   |                                                   |                                    |                                    |                                    |                                    |                                    |                                    |  |  |  |  |  |  |  |  |  |  |  |  |
|                          |                        |                        |                        |                        |                        |                       |                       |                       |                       |                       |                       |                                                      |                                                   |                                                   |                                                   |                                                   |                                                   |                                    |                                    |                                    |                                    |                                    |                                    |  |  |  |  |  |  |  |  |  |  |  |  |
|                          |                        |                        |                        |                        |                        |                       |                       |                       |                       |                       |                       | ALFONSO XI *1311 †1350                               |                                                   |                                                   |                                                   |                                                   |                                                   |                                    |                                    |                                    |                                    |                                    |                                    |  |  |  |  |  |  |  |  |  |  |  |  |
|                          |                        |                        |                        |                        |                        |                       |                       |                       |                       |                       |                       |                                                      |                                                   |                                                   |                                                   |                                                   |                                                   |                                    |                                    |                                    |                                    |                                    |                                    |  |  |  |  |  |  |  |  |  |  |  |  |
|                          |                        |                        |                        |                        |                        |                       |                       |                       |                       |                       |                       |                                                      |                                                   |                                                   |                                                   |                                                   |                                                   |                                    |                                    |                                    |                                    |                                    |                                    |  |  |  |  |  |  |  |  |  |  |  |  |
|                          |                        |                        |                        |                        |                        |                       |                       |                       |                       |                       |                       | ENRICO II di Trastámara (illegittimo) *1332 †1379    | ENRICO II di Trastámara (illegittimo) *1332 †1379 | ENRICO II di Trastámara (illegittimo) *1332 †1379 | ENRICO II di Trastámara (illegittimo) *1332 †1379 | ENRICO II di Trastámara (illegittimo) *1332 †1379 | ENRICO II di Trastámara (illegittimo) *1332 †1379 | PIETRO *1334 †1369                 | PIETRO *1334 †1369                 | PIETRO *1334 †1369                 | PIETRO *1334 †1369                 | PIETRO *1334 †1369                 | PIETRO *1334 †1369                 |  |  |  |  |  |  |  |  |  |  |  |  |
|                          |                        |                        |                        |                        |                        |                       |                       |                       |                       |                       |                       | ENRICO II di Trastámara (illegittimo) *1332 †1379    | ENRICO II di Trastámara (illegittimo) *1332 †1379 | ENRICO II di Trastámara (illegittimo) *1332 †1379 | ENRICO II di Trastámara (illegittimo) *1332 †1379 | ENRICO II di Trastámara (illegittimo) *1332 †1379 | ENRICO II di Trastámara (illegittimo) *1332 †1379 | PIETRO *1334 †1369                 | PIETRO *1334 †1369                 | PIETRO *1334 †1369                 | PIETRO *1334 †1369                 | PIETRO *1334 †1369                 | PIETRO *1334 †1369                 |  |  |  |  |  |  |  |  |  |  |  |  |
|                          |                        |                        |                        |                        |                        |                       |                       |                       |                       |                       |                       | GIOVANNI I *1358 †1390                               |                                                   |                                                   |                                                   |                                                   |                                                   |                                    |                                    |                                    |                                    |                                    |                                    |  |  |  |  |  |  |  |  |  |  |  |  |
|                          |                        |                        |                        |                        |                        |                       |                       |                       |                       |                       |                       |                                                      |                                                   |                                                   |                                                   |                                                   |                                                   |                                    |                                    |                                    |                                    |                                    |                                    |  |  |  |  |  |  |  |  |  |  |  |  |
|                          |                        |                        |                        |                        |                        |                       |                       |                       |                       |                       |                       |                                                      |                                                   |                                                   |                                                   |                                                   |                                                   |                                    |                                    |                                    |                                    |                                    |                                    |  |  |  |  |  |  |  |  |  |  |  |  |
|                          |                        |                        |                        |                        |                        |                       |                       |                       |                       |                       |                       | ENRICO III *1379 †1406                               | ENRICO III *1379 †1406                            | ENRICO III *1379 †1406                            | ENRICO III *1379 †1406                            | ENRICO III *1379 †1406                            | ENRICO III *1379 †1406                            | Ferdinando I d'Aragona *1380 †1416 | Ferdinando I d'Aragona *1380 †1416 | Ferdinando I d'Aragona *1380 †1416 | Ferdinando I d'Aragona *1380 †1416 | Ferdinando I d'Aragona *1380 †1416 | Ferdinando I d'Aragona *1380 †1416 |  |  |  |  |  |  |  |  |  |  |  |  |
|                          |                        |                        |                        |                        |                        |                       |                       |                       |                       |                       |                       | ENRICO III *1379 †1406                               | ENRICO III *1379 †1406                            | ENRICO III *1379 †1406                            | ENRICO III *1379 †1406                            | ENRICO III *1379 †1406                            | ENRICO III *1379 †1406                            | Ferdinando I d'Aragona *1380 †1416 | Ferdinando I d'Aragona *1380 †1416 | Ferdinando I d'Aragona *1380 †1416 | Ferdinando I d'Aragona *1380 †1416 | Ferdinando I d'Aragona *1380 †1416 | Ferdinando I d'Aragona *1380 †1416 |  |  |  |  |  |  |  |  |  |  |  |  |
|                          |                        |                        |                        |                        |                        |                       |                       |                       |                       |                       |                       | GIOVANNI II *1405 †1454                              | GIOVANNI II *1405 †1454                           | GIOVANNI II *1405 †1454                           | GIOVANNI II *1405 †1454                           | GIOVANNI II *1405 †1454                           | GIOVANNI II *1405 †1454                           | Re di Aragona                      | Re di Aragona                      | Re di Aragona                      | Re di Aragona                      | Re di Aragona                      | Re di Aragona                      |  |  |  |  |  |  |  |  |  |  |  |  |
|                          |                        |                        |                        |                        |                        |                       |                       |                       |                       |                       |                       | GIOVANNI II *1405 †1454                              | GIOVANNI II *1405 †1454                           | GIOVANNI II *1405 †1454                           | GIOVANNI II *1405 †1454                           | GIOVANNI II *1405 †1454                           | GIOVANNI II *1405 †1454                           | Re di Aragona                      | Re di Aragona                      | Re di Aragona                      | Re di Aragona                      | Re di Aragona                      | Re di Aragona                      |  |  |  |  |  |  |  |  |  |  |  |  |
|                          |                        |                        |                        |                        |                        |                       |                       |                       |                       |                       |                       |                                                      |                                                   |                                                   |                                                   |                                                   |                                                   |                                    |                                    |                                    |                                    |                                    |                                    |  |  |  |  |  |  |  |  |  |  |  |  |
|                          |                        |                        |                        |                        |                        | ENRICO IV *1425 †1474 | ENRICO IV *1425 †1474 | ENRICO IV *1425 †1474 | ENRICO IV *1425 †1474 | ENRICO IV *1425 †1474 | ENRICO IV *1425 †1474 | ISABELLA I *1451 †1504 FERDINANDO V d’Aragona        | ISABELLA I *1451 †1504 FERDINANDO V d’Aragona     | ISABELLA I *1451 †1504 FERDINANDO V d’Aragona     | ISABELLA I *1451 †1504 FERDINANDO V d’Aragona     | ISABELLA I *1451 †1504 FERDINANDO V d’Aragona     | ISABELLA I *1451 †1504 FERDINANDO V d’Aragona     |                                    |                                    |                                    |                                    |                                    |                                    |  |  |  |  |  |  |  |  |  |  |  |  |
|                          |                        |                        |                        |                        |                        | ENRICO IV *1425 †1474 | ENRICO IV *1425 †1474 | ENRICO IV *1425 †1474 | ENRICO IV *1425 †1474 | ENRICO IV *1425 †1474 | ENRICO IV *1425 †1474 | ISABELLA I *1451 †1504 FERDINANDO V d’Aragona        | ISABELLA I *1451 †1504 FERDINANDO V d’Aragona     | ISABELLA I *1451 †1504 FERDINANDO V d’Aragona     | ISABELLA I *1451 †1504 FERDINANDO V d’Aragona     | ISABELLA I *1451 †1504 FERDINANDO V d’Aragona     | ISABELLA I *1451 †1504 FERDINANDO V d’Aragona     |                                    |                                    |                                    |                                    |                                    |                                    |  |  |  |  |  |  |  |  |  |  |  |  |
|                          |                        |                        |                        |                        |                        |                       |                       |                       |                       |                       |                       | GIOVANNA *1479 †1555 Filippo I d’Asburgo *1478 †1506 |                                                   |                                                   |                                                   |                                                   |                                                   |                                    |                                    |                                    |                                    |                                    |                                    |  |  |  |  |  |  |  |  |  |  |  |  |
|                          |                        |                        |                        |                        |                        |                       |                       |                       |                       |                       |                       |                                                      |                                                   |                                                   |                                                   |                                                   |                                                   |                                    |                                    |                                    |                                    |                                    |                                    |  |  |  |  |  |  |  |  |  |  |  |  |
|                          |                        |                        |                        |                        |                        |                       |                       |                       |                       |                       |                       | Re di Spagna                                         |                                                   |                                                   |                                                   |                                                   |                                                   |                                    |                                    |                                    |                                    |                                    |                                    |  |  |  |  |  |  |  |  |  |  |  |  |